# Icarus (журнал)
Icarus — науковий журнал, присвячений планетознавству. Його офіційно підтримує Відділ планетних наук Американського астрономічного товариства. Журнал публікує статті з оригінальними дослідженнями з астрономії, геології, метеорології, фізики, хімії, біології та інших наукових аспектів Сонячної системи або екзопланетних систем.

## Історія
Журнал названо на честь міфічного персонажа Ікара, і на передній частині кожного номера міститься цитата Артура Еддінгтона, який прорівнює Ікара з науковим дослідником, який перевіряє свої теорії до самої межі, аж поки не знайде границь їхньої застосовності.
Журнал був заснований у 1962 році, а в 1974 році став філією Відділу планетних наук. Спочатку власником і видавцем журналу був Academic Press, а в 2000 році журнал придбав Elsevier.
| Роки           | Редактори                    |
| -------------- | ---------------------------- |
| 1962–1968 роки | Алберт Вілсон і Зденєк Копал |
| 1968–1979 роки | Карл Саган                   |
| 1980–1997 роки | Джозеф Бернс                 |
| 1998–2018 роки | Філіп Ніколсон               |
| 2018-тепер     | Розалі Лопес                 |

## Реферування та індексування
Цей журнал індексується такими службами:
- Science Citation Index
- Current Contents[en] /Фізичні, хімічні науки та науки про Землю
- Computer & control abstracts
- Electrical & electronics abstracts
- Physics abstracts. Science abstracts. Series A
- GeoRef[en]
- Chemical Abstracts Service
- International aerospace abstracts[en]
- Energy research abstracts[en]